# Andrew Musgrave
Andrew Musgrave (* 6. März 1990 in Poole, Dorset, England) ist ein britischer Skilangläufer.

## Werdegang
Musgrave machte sein erstes Weltcuprennen im November 2008 in Kuusamo, das er mit dem 78. Platz im Sprint beendete. Seine besten Resultate bei den Nordischen Skiweltmeisterschaften 2009 in Liberec waren der 45. Rang im 30-km-Verfolgungsrennen und der 14. Platz mit der Staffel. Sein bestes Ergebnis bei den Olympischen Winterspielen 2010 in Vancouver war der 51. Platz im 30-km-Verfolgungsrennen. Bei den Nordischen Skiweltmeisterschaften 2011 in Oslo belegte er den 28. Platz im Sprint. Seine ersten Weltcuppunkte holte er bei der Tour de Ski 2011/12, die er auf dem 52. Rang beendete. Bei der Tour de Ski 2012/13 erreichte er ebenfalls diese Platzierung. Im Februar 2013 schaffte er im Sprint in Sotschi mit dem 18. Platz sein bisher bestes Weltcupergebnis. Seine beste Platzierung bei den Nordischen Skiweltmeisterschaften 2013 in Val di Fiemme war der 28. Platz über 15 km Freistil. Bei der Tour de Ski 2013/14 erreichte er den 26. Platz. Der 29. Rang im Sprint war sein bestes Resultat bei den Olympischen Winterspielen 2014 in Sotschi. In der Saison 2014/15 erreichte er den 50. Platz bei der Nordic Opening in Lillehammer und den 19. Platz bei der Tour de Ski 2015. Bei den Nordischen Skiweltmeisterschaften 2015 in Falun belegte er den 34. Platz im 50-km-Massenstartrennen, den 16. Rang über 15 km Freistil und den 12. Platz im Skiathlon. Nach Platz 16 bei der Nordic Opening in Ruka zu Beginn der Saison 2015/16, belegte er den 40. Platz bei der Tour de Ski 2016 und den 36. Rang bei der Ski Tour Canada. Zum Saisonende kam er auf dem 43. Platz im Gesamtweltcup und auf dem 31. Rang im Distanzweltcup. In der Saison 2016/17 errang er den 29. Platz bei der Weltcup-Minitour in Lillehammer und den 18. Platz bei der Tour de Ski 2016/17. Beim Saisonhöhepunkt den Nordischen Skiweltmeisterschaften 2017 in Lahti kam er auf den 12. Platz über 15 km klassisch, auf den 11. Rang im Skiathlon und auf den vierten Platz im 50-km-Massenstartrennen. Zum Saisonende wurde er beim Weltcup-Finale in Québec Neunter. Dabei lief er bei der Abschlussetappe die zweitschnellste Zeit und erreichte abschließend den 23. Platz im Gesamtweltcup und den 18. Rang im Distanzweltcup. Nach Platz 28 beim Ruka Triple zu Beginn der Saison 2017/18, wurde er in Toblach Dritter über 15 km Freistil und errang bei der Tour de Ski 2017/18 den 15. Platz. Seine besten Platzierungen bei den Olympischen Winterspielen 2018 in Pyeongchang waren der 12. Platz zusammen mit Andrew Young im Teamsprint und der siebte Rang im Skiathlon. Zum Saisonende kam er beim Weltcupfinale in Falun auf den 29. Platz und erreichte den 22. Platz im Gesamtweltcup und den 14. Rang im Distanzweltcup.
In der Saison 2018/19 belegte Musgrave den 15. Platz beim Lillehammer Triple und jeweils den 17. Rang bei der Tour de Ski 2018/19 und beim Weltcupfinale in Québec und erreichte damit den 21. Platz im Gesamtweltcup und den 18. Rang im Distanzweltcup. Beim Saisonhöhepunkt, den Nordischen Skiweltmeisterschaften 2019 in Seefeld in Tirol, wurde er im 50-km-Massenstartrennen und über 15 km klassisch jeweils Achter und im Skiathlon Siebter. Nach Platz 31 beim Ruka Triple zu Beginn der folgenden Saison, kam er bei der Tour de Ski 2019/20 auf den 32. Rang und bei der Skitour auf den 45. Platz. In der Saison 2020/21 wurde er Sechster beim Ruka Triple und erreichte mit vier weiteren Top-Zehn-Platzierungen, den 20. Rang im Gesamtweltcup und den 16. Platz im Distanzweltcup. Bei den Nordischen Skiweltmeisterschaften 2021 in Oberstdorf wurde er Zehnter über 15 km Freistil und jeweils Siebter im Skiathlon und im 50-km-Massenstartrennen. In der folgenden Saison kam er mit drei Top-Zehn-Platzierungen und Rang 29 bei der Tour de Ski 2021/22 auf den 30. Platz im Gesamtweltcup. Beim Saisonhöhepunkt, den Olympischen Winterspielen 2022 in Peking, belegte er den 46. Platz über 15 km klassisch, den 17. Rang im Skiathlon und den 12. Platz im 50-km-Massenstartrennen.

## Teilnahmen an Weltmeisterschaften und Olympischen Winterspielen

### Olympische Spiele
- 2010 Vancouver: 51. Platz 30 km Skiathlon, 55. Platz 15 km Freistil, 58. Platz Sprint klassisch
- 2014 Sotschi: 29. Platz Sprint Freistil, 44. Platz 15 km klassisch, 53. Platz 50 km Freistil Massenstart
- 2018 Pyeongchang: 7. Platz 30 km Skiathlon, 12. Platz Teamsprint Freistil, 28. Platz 15 km Freistil, 37. Platz 50 km klassisch Massenstart
- 2022 Peking: 12. Platz 50 km Freistil Massenstart, 17. Platz 30 km Skiathlon, 46. Platz 15 km klassisch

### Nordische Skiweltmeisterschaften
- 2009 Liberec: 14. Platz Staffel, 17. Platz Teamsprint klassisch, 45. Platz 30 km Skiathlon, 56. Platz 15 km klassisch, 65. Platz Sprint Freistil
- 2011 Oslo: 15. Platz Staffel, 22. Platz Teamsprint klassisch, 28. Platz Sprint Freistil, 50. Platz 15 km klassisch, 58. Platz 30 km Skiathlon, 59. Platz 50 km Freistil Massenstart
- 2013 Val di Fiemme: 28. Platz 15 km Freistil, 38. Platz 30 km Skiathlon, 41. Platz 50 km klassisch Massenstart
- 2015 Falun: 12. Platz 30 km Skiathlon, 16. Platz 15 km Freistil, 34. Platz 50 km klassisch Massenstart
- 2017 Lahti: 4. Platz 50 km Freistil Massenstart, 11. Platz 30 km Skiathlon, 12. Platz 15 km klassisch
- 2019 Seefeld in Tirol: 7. Platz 30 km Skiathlon, 8. Platz 15 km klassisch, 8. Platz 50 km Freistil Massenstart
- 2021 Oberstdorf: 7. Platz 30 km Skiathlon, 7. Platz 50 km klassisch Massenstart, 10. Platz 15 km Freistil
- 2023 Planica: 9. Platz 15 km Freistil, 14. Platz 30 km Skiathlon, 34. Platz 50 km klassisch Massenstart
- 2025 Trondheim: 6. Platz 50 km Freistil Massenstart, 7. Platz 20 km Skiathlon, 9. Platz Staffel, 16. Platz 10 km klassisch

## Platzierungen im Weltcup

### Weltcup-Statistik
Die Tabelle zeigt die erreichten Platzierungen im Einzelnen.
- 1.–3. Platz: Anzahl der Podiumsplatzierungen
- Top 10: Anzahl der Platzierungen unter den ersten zehn
- Punkteränge: Anzahl der Platzierungen innerhalb der Punkteränge
- Starts: Anzahl gelaufener Rennen in der jeweiligen Disziplin
- Hinweis: Bei den Distanzrennen erfolgt die Einordnung gemäß FIS.

| Platzierung               | Distanzrennen a | Distanzrennen a | Distanzrennen a | Distanzrennen a | Distanzrennen a | Skiathlon Verfolgung | Sprint | Etappen- rennen b | Gesamt | Team   | Team    |
| Platzierung               | ≤ 5 km          | ≤ 10 km         | ≤ 15 km         | ≤ 30 km         | > 30 km         | Skiathlon Verfolgung | Sprint | Etappen- rennen b | Gesamt | Sprint | Staffel |
| ------------------------- | --------------- | --------------- | --------------- | --------------- | --------------- | -------------------- | ------ | ----------------- | ------ | ------ | ------- |
| 1. Platz                  |                 |                 |                 |                 |                 |                      |        |                   |        |        |         |
| 2. Platz                  |                 |                 |                 |                 |                 | 2                    |        |                   | 2      |        |         |
| 3. Platz                  |                 | 1               | 1               | 1               |                 |                      |        |                   | 3      |        |         |
| Top 10                    |                 | 8               | 14              | 6               | 3               | 8                    | 1      | 2                 | 42     |        |         |
| Punkteränge               | 2               | 24              | 39              | 15              | 4               | 36                   | 22     | 16                | 158    | 2      |         |
| Starts                    | 7               | 28              | 75              | 20              | 13              | 57                   | 75     | 25                | 300    | 2      |         |
| Stand: Saisonende 2024/25 |                 |                 |                 |                 |                 |                      |        |                   |        |        |         |

### Weltcup-Gesamtplatzierungen
| Saison  | Gesamt | Gesamt | Distanz | Distanz | Sprint | Sprint |
| Saison  | Punkte | Platz  | Punkte  | Platz   | Punkte | Platz  |
| ------- | ------ | ------ | ------- | ------- | ------ | ------ |
| 2011/12 | 5      | 147.   | 3       | 95.     | 2      | 98.    |
| 2012/13 | 46     | 83.    | 9       | 93.     | 37     | 50.    |
| 2013/14 | 82     | 65.    | 48      | 53.     | 14     | 78.    |
| 2014/15 | 156    | 44.    | 90      | 38.     | 18     | 65.    |
| 2015/16 | 161    | 43.    | 115     | 31.     | 16     | 67.    |
| 2016/17 | 412    | 23.    | 259     | 18.     | 39     | 43.    |
| 2017/18 | 337    | 22.    | 252     | 14.     | 11     | 71.    |
| 2018/19 | 355    | 21.    | 230     | 18.     | 9      | 73.    |
| 2019/20 | 60     | 70.    | 50      | 49.     | -      | -      |
| 2020/21 | 319    | 20.    | 223     | 16.     | 16     | 60.    |
| 2021/22 | 212    | 30.    | 192     | 15.     | -      | -      |
| 2022/23 | 917    | 12.    | 745     | 8.      | 40     | 81.    |
| 2023/24 | 930    | 19.    | 910     | 8.      | 20     | 90.    |
| 2024/25 | 659    | 22.    | 485     | 18.     | -      | -      |